# Neumannova čp. 146 (Prachatice)
Dům Neumannova čp. 146 v Prachaticích je od roku 1958 evidován jako kulturní památka.
Je součástí řady domů, které v severní části historického jádra Prachatic přiléhají k městskému opevnění, přičemž původní hradba byla využita jako stavební prvek pro vnější zeď objektu. Vybudován byl nejspíše v období pozdní gotiky a nástupu renesance. V roce 1832 byl po požáru přestavěn. V letech 1978 až 1983 byl v souvislosti s obnovou historického centra města komplexně rekonstruován. 
Za domem se nachází jedna z dochovaných věží městského opevnění.